# Тененгебирге
Тененгебирге (на немски: Tennengebirge) е планинска верига в провинция Залцбург, Австрия. Част от Алпите, Тененгебирге представлява висока планина със стръмни склонове, която е силно карстифицирана и има площ около 60 km² и дължина 15 km. По-голямата част от планината има надморска височина над 2000 m, а най-висока точка е връх Раухек (2430 m).